# Molycria bundjalung
Molycria bundjalung är en spindelart som beskrevs av Norman I. Platnick och Baehr 2006. Molycria bundjalung ingår i släktet Molycria och familjen Prodidomidae.
Artens utbredningsområde är New South Wales. Inga underarter finns listade i Catalogue of Life.